# The Face in the Dark
The Face in the Dark è un film muto del 1918 diretto da Hobart Henley. La sceneggiatura si basa su The Web di Irvin S. Cobb, storia pubblicata su The Saturday Evening Post. La protagonista del film era Mae Marsh, affiancata da Niles Welch, Alec B. Francis, Harry Myers, Donald Hall, Joseph W. Smiley, Isabel Lamon, Alice Wilson.

## Trama

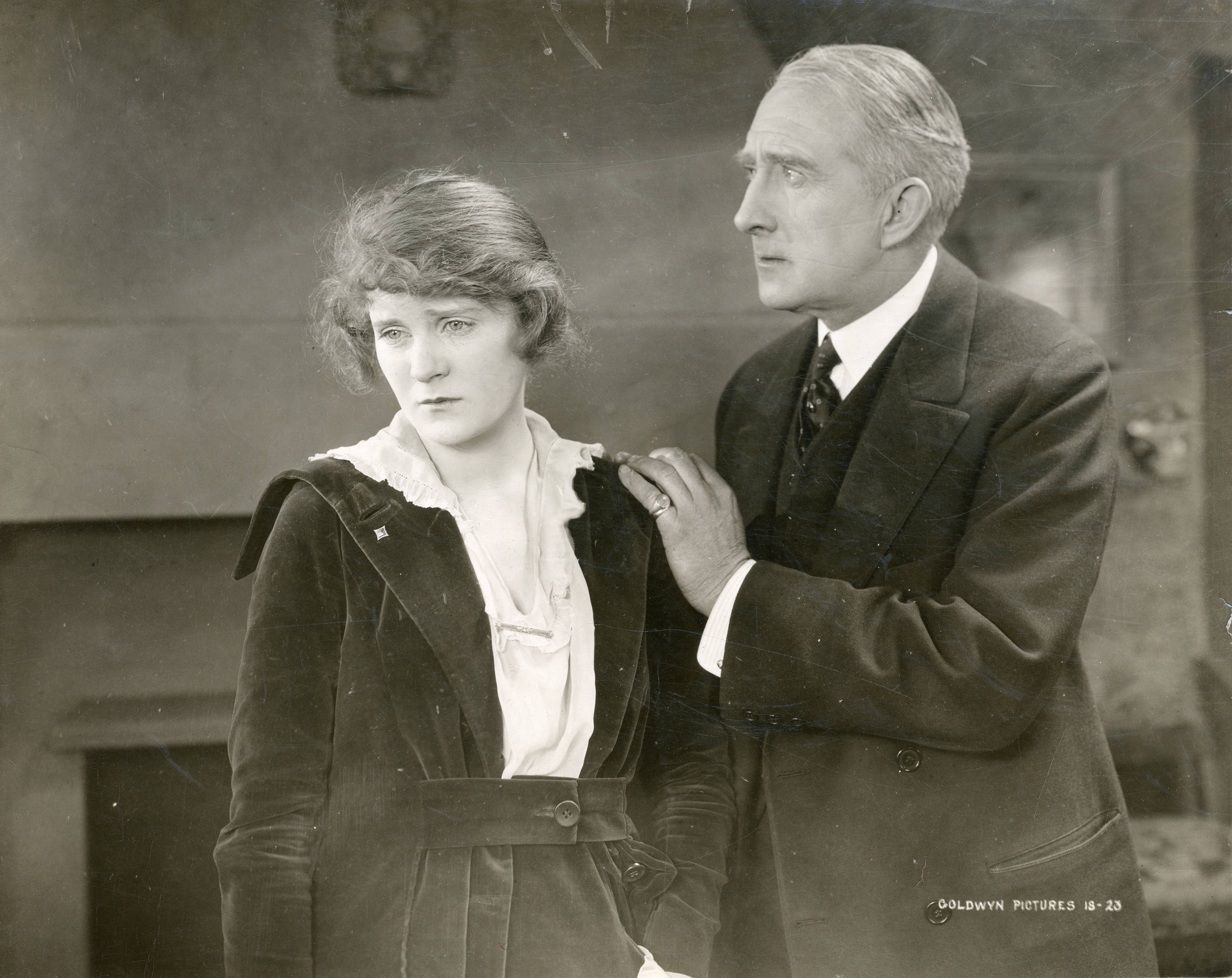
Mae Marsh e Alec B. Francis

Jane Ridgeway, figlia di un agente segreto in pensione, ha preso dal padre il talento di risolvere misteri e crimini. Così, quando Richard, il suo innamorato, viene accusato di avere partecipato alla rapina di una banca, lei prende in mano le redini dell'indagine per riuscire a scagionarlo dalle accuse. Intanto Charles Ridgeway, suo padre, lavora d'intesa con due ladri che sono in contatto con The Face in the Dark, un criminale di alto livello. Jane scopre che il padre è coinvolto nella rapina e lo affronta. Richard, che era stato arrestato, viene rilasciato e Charles fugge via. I due malviventi lo portano dal loro capo ma, mentre Ridgeway e The Face in the Dark si stanno dando la mano, gli agenti dei servizi fanno irruzione. Il misterioso bandito viene arrestato e gli agenti si congratulano con Ridgeway, che in realtà è il vero artefice dell'arresto del pericoloso criminale, avendo lavorato da infiltrato nella banda. Jane, riunita al fidanzato, ora è completamente felice ritrovandosi accanto anche il padre.

## Produzione
Il film fu prodotto dalla Goldwyn Pictures Corporation.

## Distribuzione
Il copyright del film, richiesto dalla Goldwyn Pictures Corp., fu registrato il 15 aprile 1918 con il numero LP12312.
Distribuito dalla Goldwyn Distributing Company, il film uscì nelle sale cinematografiche statunitensi il 14 aprile 1918.
Non si conoscono copie ancora esistenti della pellicola che viene considerata presumibilmente perduta.